# Gulfenad menhaden
Gulfenad menhaden (Brevoortia smithi) är en fiskart som beskrevs av Hildebrand, 1941. Gulfenad menhaden ingår i släktet Brevoortia och familjen sillfiskar. Inga underarter finns listade i Catalogue of Life.